# NGC 4570
NGC 4570 (NGC 4591) é uma galáxia lenticular (S0) localizada na direcção da constelação de Virgo. Possui uma declinação de +07° 14' 49" e uma ascensão recta de 12 horas, 36 minutos e 53,2 segundos.
A galáxia NGC 4570 foi descoberta em 13 de Abril de 1784 por William Herschel.